# Kushe Mica
Kushe Mica (ur. 1841 w Szkodrze, zm. 3 marca 1913) – albańska nauczycielka, założycielka pierwszej szkoły dla kobiet na terenie Albanii.

## Życiorys
W 1859 roku założyła pierwszą szkołę dla kobiet położoną na terenie Albanii, która działała do 1904 roku.
Znała języki francuski i włoski.

## Wpływ
Dzięki założeniu przez Kushe Micę pierwszej żeńskiej szkoły na terenie Albanii powstały na niej inne żeńskie szkoły; ich założycielkami były między innymi Tereza Bërdica, Tone Radoja i Tina Nika, która założyła żeńską szkołę w Szkodrze w 1860 roku.